# Jörgen Andersson (moderat)
Hans Arne Jörgen Andersson, född 14 april 1966 i Hycklinge församling i Östergötlands län, är en svensk politiker (moderat). Han var ordinarie riksdagsledamot 2010–2018, invald för Kalmar läns valkrets.

## Biografi
Andersson läste verkstadsteknisk linje på gymnasiet och blev målarlärling. Därefter arbetade han som hantverkare. Han var politiskt intresserade men engagerade sig inte i något parti. När han år 2005 gjorde ett jobb hos Åke Elgstrand, en lokal politiker i Gamleby, diskuterade de politik och han föreslogs att engagera sig Moderaterna. Han blev medlem och hamnade högt i nomineringen till kommun- och landstingsvalet en kort tid efter inträdet och valdes in i följande val 2006.

### Riksdagsledamot
Efter riksdagsvalet 2010 kom han in i riksdagen.
I riksdagen var Andersson ledamot i finansutskottet 2014–2018. Han var även suppleant i finansutskottet, konstitutionsutskottet, näringsutskottet och trafikutskottet.
Som riksdagsman förespråkade han en fri marknad, människors rätt till självbestämmande och en ansvarsfull hållning i förhållande till statens finanser. Andersson har skrivit en riksdagsmotion om rättvist företagande, som avslagits.
Inför valet 2018 petades han ned till en fjärde plats på Kalmar läns nomineringslista för Moderaterna till riksdagsvalet, efter att tidigare varit tvåa på listan. Han genomförde därefter en personvalskampanj, som inte gav tillräckligt många kryss och han lämnade riksdagen. Efter en granskning om hans bolagsengagemang i ett par företag med dåliga finanser kritiserades att han inte rapporterat det som bisysslor till riksdagsförvaltningen. Det hade inletts när han var ledamot i finansutskottet och det uttrycktes att han tagit uppdragen för att ge seriositet till företagen med en riksdagsman i bolaget. Granskningen ledde till att han även lämnade Moderaterna senare under hösten 2018.